# Neues geistreiches Gesangbuch
Neues geistreiches Gesangbuch är en koralbok som gavs ut 1714 av Johan Anastasius Freylinghausen i Halle im Waysenhause. Boken (eller skriften) är första kända skriftliga källa till minst en psalmelodi som används i 1819 års psalmbok till flera psalmer: nr 81, 236, 371.

## Psalmer
- Milde människornas vän (1819 nr 81) "Melodiens huvudtext"
  - Ljuva kors, min själs behov (1819 nr 236)
  - Nu farväl, vårt fosterland (1819 nr 371)